# Parti de l'héritage chrétien du Canada
Le Parti de l'héritage chrétien du Canada (en anglais : Christian Heritage Party of Canada) est un parti politique fédéral au Canada.

## Historique
Ce parti conservateur sur le plan social fut fondé lors du congrès fondateur à Hamilton (Ontario) en novembre 1987, où Ed Vanwoudenberg fut élu premier chef du parti. Ron Gray a pris la tête du parti en 1995.
Le parti présenta des candidats pour la première fois aux élections fédérales de 1988, et présenta aussi de nombreux candidats aux élections de 1993 et 1997. Il fut incapable de présenter 50 candidats aux élections de 2000 et fut donc désenregistré par Élections Canada, l'agence gouvernementale responsable des élections. Le parti fut réenregistré à temps pour les élections de 2004.
Plusieurs de ses membres fondateurs avaient été membres du Mouvement créditiste canadien. Le but explicite du parti est "d'appliquer des principes judéo-chrétiens de justice et de compassion aux besoins politiques contemporains du Canada". Le parti affirme vouloir représenter tous les chrétiens au Canada, mais reconnaît que de nombreux chrétiens sont membres d'autres partis. Ils nient spécifiquement avoir l'intention de convertir les Canadiens au christianisme. Ils sont, par référence explicite dans leur déclaration de politiques, le seul parti fédéral anti-avortement au Canada, et mettent l'accent sur le fait que la Charte canadienne des droits et libertés reconnaît Dieu dans son préambule. D'autres politiques comprennent l'opposition au mariage homosexuel et des subventions pour les parents élevant de jeunes enfants, afin d'encourager un parent à rester au foyer plutôt que de travailler.

## Chefs du parti
- Edward John Vanwoudenberg (1987-1991)
- Charles Cavilla (1991-1993)
- Heather Stilwell (1993-1994) (intérim)
- Jean Blaquière (1994-1995)
- Ron Gray (1995-2008)
- Jim Hnatiuk (2008-2014)
- David J. Reimer (mars-novembre 2014) (intérim)
- Rod Taylor (depuis 2014)

## Résultats électoraux
| Élection | Chef             | Candidats | Voix    | % vote populaire | Circonscriptions où un candidat est présenté par le parti |
| 1988     | Ed Vanwoudenberg | 63 / 295  | 102,533 | 0.78%            | 3.56%                                                     |
| 1993     | Heather Stilwell | 58 / 295  | 30,455  | 0.22%            | 1.09%                                                     |
| 1997     | Ron Gray         | 53 / 295  | 29,085  | 0.22%            | 1.26%                                                     |
| 2000     | *                | 46 / 301  | 10,110  | 0.08%            | 0.51%                                                     |
| 2004     | Ron Gray         | 62 / 308  | 40,335  | 0.30%            | 1.52%                                                     |
| 2006     | Ron Gray         | 45 / 308  | 28,152  | 0.19%            | 1.32%                                                     |
| 2008     | Ron Gray         | 59 / 308  | 26,475  | 0.19%            | 1.02%                                                     |
| 2011     | Jim Hnatiuk      | 46 / 308  | 18,910  | 0.13%            | 0.84%                                                     |
| 2015     | Rod Taylor       | 30 / 338  | 15,284  | 0.09%            | 0.97%                                                     |
| 2019     | Rod Taylor       | 51 / 338  | 18,816  | 0.11%            | 0.71%                                                     |
| 2021     | Rod Taylor       | 25 / 338  | 8 884   | 0.0%             | –                                                         |

- Le parti n'avait pas de statut officiel pour les élections de 2000, mais 46 candidats furent nommés et apparurent sur les bulletins de vote sans information quant à leur affiliation. Ces chiffres représentent les 46 candidats "indépendants" qu'on sait avoir été nommé par le PHC.